# بادی ۱۶۱۵۵
سیارک ۱۶۱۵۵ (به انگلیسی: 16155 Buddy، نامگذاری:2000AF5) شانزده هزار و صد و پنجاه و پنجمین سیارک کشف شده‌است که در ۳ ژانویه ۲۰۰۰ کشف شد.
قدر مطلق سیارک برابر ۱۳٫۷۰ است.